# Cyanotis fasciculata
Cyanotis fasciculata là một loài thực vật có hoa trong họ Commelinaceae. Loài này được (B.Heyne ex Roth) Schult. & Schult.f. mô tả khoa học đầu tiên năm 1830.